# Abd-Al·lah ibn Ishaq ibn Ghàniya
Abd-Al·lah ibn Ishaq ibn Ghàniya (àrab: عبد الله بن إسحاق بن غانية, ʿAbd Allāh ibn Ishāq ibn Ḡānīya) (?, ? - 1203 ?), de la dinastia amaziga almoràvit dels Banu Ghàniya, va ser el darrer emir almoràvit de Mayurqa.
Era fill del visir de la Taifa de Mayūrqa Ishaq ibn Ghàniya i va participar en l'expedició organitzada l'any 1184 de l'era cristiana pel seu oncle Alí ibn Ghàniya contra els almohades a Ifríqiya.
Però l'any 1186, en tenir notícies que la Taifa de Mayurqa havia estat virtualment annexionada pels almohades i governaven els seus partidaris, retornà a Al-jaza’ir al-Sharquiya li-l-Andalus (Illes Balears) i aconseguí (1187) reconquerir Mayurqa i Manurqa però no Yàbissa, que continuà ocupada per l'almohade Abu-l-Abbàs as-Siqil·lí, que encara després es va apoderar de Manurqa (vers 1188) que estava governada per Ibn Nayya en nom d'Abd-Al·lah.
Firmà tractats amb la República de Pisa i la República de Gènova a fi de reconstruir l'economia de Mayurqa però també protegí la pirateria i la guerra de cors. El 1199 va fer un atac a Eivissa que, defensada per Abd al-Wahid i Abu-Abd Allah ibn Maymun, va fracassar. Durant el seu govern els almohades intentaren novament de conquerir la taifa fins que finalment, el 1203 de l'era cristiana i sota el califat de Muhàmmad an-Nàssir, Abd-Al·lah ibn Ishaq ibn Ghàniya fou derrotat (novembre) i executat, i Mayurqa fou incorporada als dominis dels almohades sent nomenat governador Abd-Al·lah ibn Ta-Al·lah al-Kumí.